# 佐土原町松小路
佐土原町松小路（さどわらちょうまつこうじ）は、宮崎県宮崎市の地名。佐土原地域自治区に属している。郵便番号は880-0214。

## 地理
宮崎市の北東部、佐土原駅前に位置する。2008年に佐土原町下田島のうち佐土原駅西口地域で区画整理が実施され、佐土原町松小路となった。

## 歴史
- 2008年：佐土原町下田島の一部から佐土原町松小路が誕生する。

## 世帯数と人口
2023年（令和5年）4月1日現在の世帯数と人口は以下の通りである。
| 町丁           | 世帯数  | 人口  |
| -------------- | ------- | ----- |
| 佐土原町松小路 | 112世帯 | 233人 |

## 小・中学校の学区
市立小・中学校に通う場合、学区は以下の通りとなる。
| 町名                 | 小学校               | 中学校             |
| -------------------- | -------------------- | ------------------ |
| 佐土原町松小路の一部 | 宮崎市立広瀬北小学校 | 宮崎市立久峰中学校 |
| 佐土原町松小路の一部 | 宮崎市立広瀬小学校   | 宮崎市立広瀬中学校 |

## 交通

### 鉄道

#### 路線
JR日豊本線佐土原駅西口にあたる。かつては同駅より国鉄妻線が分岐していた。

### バス
宮交グループの運営するバスが営業している。

### 道路
- 宮崎県道10号宮崎インター佐土原線
- 宮崎県道345号佐土原停車場線

## 施設
- 佐土原駅（ロータリー部）